# Kurt Russ
Kurt Russ (n. Langenwang, Austria, 23 de noviembre de 1964) es un exfutbolista y actual entrenador austriaco, que jugaba de defensa y militó en diversos clubes de Austria. Actualmente es segundo entrenador del TSV Hartberg.

## Selección nacional
Con la Selección de fútbol de Austria, disputó 28 partidos internacionales y no anotó goles. Incluso participó con la selección austriaca, en una sola edición de la Copa Mundial. La única participación de Russ en un mundial, fue en la edición de Italia 1990. donde su selección quedó eliminado, en la primera fase de la cita de Italia.

### Participaciones en Copas del Mundo
| Mundial                        | Sede   | Resultado    |
| ------------------------------ | ------ | ------------ |
| Copa Mundial de Fútbol de 1990 | Italia | Primera Fase |

## Clubes
| Club                 | País    | Año         |
| -------------------- | ------- | ----------- |
| Kapfenberger         | Austria | 1987 - 1988 |
| First Vienna FC 1894 | Austria | 1988 - 1990 |
| Swarovski Tirol      | Austria | 1990 - 1992 |
| Wacker Innsbruck     | Austria | 1992 - 1993 |
| Tirol Innsbruck      | Austria | 1993 - 1994 |
| LASK Linz            | Austria | 1994 - 1998 |